# Семёнов-Зусер, Семён Анатольевич
Семён Анатольевич Семёнов-Зусер (укр. Семен Анатолійович Семенов-Зусер, настоящее имя — Соломон Нафтальевич Зусер; 4 августа 1887, Павлоград, Екатеринославская губерния, Российская империя, ныне Украина — 8 ноября 1951, Харьков, УССР) — украинский советский историк и археолог, доктор исторических наук, профессор.

## Биография
Происходил из семьи учителей, получил домашнее образование. Брат художника Александра Нафтуловича Зусера. Служил вольноопределяющимся в Одессе. В 1907 году поступил в Санкт-Петербургский лесной институт, потом перешёл в Санкт-Петербургский археологический институт, который закончил в 1914 году. В 1914—1915 годах в Минске был редактором ежедневной газеты «Северо-западная мысль», которую издавал его отец Нафтул Беркович Зусер. 
С 1920 году стал научным работником Николаевского музея. В 1920-е годы был сотрудником Одесского истпарта, где совместно с Н. М. Осиповичем подготовил статьи «Погромы в Одессе и Одесщине в 1905 году», «О погромах и самообороне», «Еврейские погромы в Одессе и Одесщине в 1905 г.», «Погром в Одессе». Работал также в Одесском институте народного образования (ОИНО), преемнике Новороссийского университета. В 1929—1933 гг. был учёным-хранителем Музея антропологии и этнографии Академии наук УССР, работал научным сотрудником археологического отдела, откуда был отчислен в 1933 году.
В 1937 году назначается на должность заведующего кафедрой Древней истории и археологии Харьковского государственного университета. Тогда же он получает звание профессора. В 1942—1943 годах был заведующим кафедрой Общей истории Объединённого украинского университета в Кзыл-Орде (теперь Кызылорда, Казахстан). В 1948 году стал доктором исторических наук. До конца жизни работал профессором Харьковского государственного библиотечного института.
Руководил археологическими раскопками в Ольвии (Ольвийский некрополь, 1920—1921 гг.), в Крыму (мегалитические сооружения, 1930—1933 годы), в Харьковской области (памятники салтовской культуры, 1946—1948 годы). Научными интересами были исследования античной истории и археологических памятников Северного Причерноморья, в том числе скифских памятников.

## Журналистская и писательская деятельность
В молодости под именем Семён Нафтальевич Зусер был журналистом, драматургом и писателем-беллетристом, сотрудничал в «Киевском голосе», «Киевских вестях», «Трудовой газете», «Журнале для всех», «Спутнике средней школы», «Правде», «Детстве и отрочестве» (редактор отдела) и других периодических изданиях (как под собственным именем, так и под псевдонимами З—р, С., С. З., С. А. Семёнов). В 1914—1915 годах был редактором минской ежедневной газеты «Северо-западная мысль». Автор пьесы «Право на жизнь» (1912), повести «Над шахтами», очерков и рассказов.

## Научные работы

### Монографии
- Семёнов-Зусер С. А. Родовая организация у скифов Геродота. — Л.: ОГИЗ, 1931. — 34 с.
- Семёнов-Зусер С. А. Таврские мегалиты (Из материалов Крымской археологической экспедиции Академии наук СССР) // Наукові записки Харківського педагогічного інституту. — Т. 5. — 1940. — 161 с.
- Семёнов-Зусер С. А. Физическая культура и зрелища в древнегреческих колониях Северного Причерноморья. — Харьков, 1940.
- Семёнов-Зусер С. А. Князь Святослав. — Харків: Харківське книжково-газетне видавництво, 1946. — 58 с.
- Семёнов-Зусер С. А. Опыт историографии скифов. Ч. 1. Скифская проблема в отечественной науке. 1692—1947. — Харьков, 1947. — 192 с.
- Семёнов-Зусер С. А. Рыбное хозяйство и рынки на юге СССР в древности. — Харьков: Харьковский государственный университет, 1947. — 46 с.
- Семёнов-Зусер С. А. Стародавня історія. — К.: Радянська школа, 1949. — Вип. 1. — 163 с.

### Статьи
- Семёнов-Зусер С. А. Дольмены в Крыму (к вопросу о циклопических памятниках в СССР) // Вестник знания. — 1931. — № 15-16. — С. 809—812.
- Семёнов-Зусер С. А. К вопросу о мегалитических памятниках в Крыму // Природа. — 1931. — № 5. — С. 479—506.
- Семёнов-Зусер С. А. Родовая организация у скифов Геродота // Известия Государственной академии истории материальной культуры. — 1931. — Т. IX. — Вып. 1.
- Семёнов-Зусер С. А. Краснокутские курганы // Учёные записки Харьковского государственного университета за 1939 г. — Харьков, 1939. — № 15. — С. 63—88.
- Семёнов-Зусер С. А. Скіфи-кочовики на території Північного Причорномор’я // Наукові записки Харківського педагогічного інституту. — 1939. — Т. 1. — С. 155—217.
- Семёнов-Зусер С. А. Торговый путь к Ольвии (западное побережье Чёрного моря) // Ученые записки Харьковского университета. — 1940. — Т. 19. — 1940. — С. 79—103.
- Семёнов-Зусер С. А. Рыбный рынок в Херсонесе // Вестник древней истории. — 1947. — № 2. — С. 237—246.
- Семенов-3усер С. А. Розкопки близь с. Верхнього Салтова в 1946 р. (укр.) // Археологічні пам’ятки УРСР. — Київ, 1949. — Т. I. — С. 112—137. Архивировано 17 апреля 2023 года.
- Семенов-3усер С. А. Дослідження Салтівського могильника (укр.) // Археологічні пам’ятки УРСР. — Київ, 1952. — Т. III. — С. 271—284. Архивировано 27 апреля 2023 года.